# Sant Esteve de Pedret
Sant Esteve de Pedret és una església del municipi de Pedret i Marzà (Alt Empordà) inclosa en l'Inventari del Patrimoni Arquitectònic de Catalunya.

## Descripció
L'església parroquial de Sant Esteve de Pedret està situada al cim d'un petit terraplè rocós, al mig del petit nucli de Pedret.
És un temple de grans dimensions, d'una sola nau de planta rectangular amb absis semicircular orientat a llevant. La nau està coberta amb una volta apuntada seguida i l'absis presenta volta de quart d'esfera, precedit d'un presbiteri cobert amb volta apuntada més baixa que la de la nau. Els dos murs laterals, al sector del presbiteri, sobresurten exteriorment insinuant un creuer inexistent. La façana de ponent presenta, elevada respecte al sòl exterior però al mateix nivell del paviment interior, una porta d'arc de mig punt adovellat actualment tapiada. A la part superior d'aquesta façana hi ha una finestra de doble esqueixada formada per tres arcs de mig punt en gradació i dues columnetes a banda i banda amb capitells esculpits amb temes zoomòrfics. Exteriorment presenta doble arquivolta amb fris de dents de serra i guardapols incurvat, unit a la línia de les impostes amb els àbacs dels capitells. Conserva restes de la pintura que la decorava. A la part superior de la façana s'eleva un campanar d'espadanya bastit amb tres pilastres i cobert amb teulada a dues vessants. Té un petit torricó circular adossat a la part sud. A la façana de migdia es troba la porta d'accés, a la que s'accedeix a través d'una escala adossada i paral·lela al mur. Formada per tres arcs de mig punt adovellats i en gradació, amb llinda i timpà llis. Decorada amb una arquivolta motllurada a manera de guardapols. A la llinda hi ha un baix relleu amb una creu grega inscrita en un cercle. També hi ha una altra finestra d'arc de mig punt amb fris de dents de serra i un guardapols incurvat, sense columnes i capitells. A l'absis, hi ha també una finestra remarcable, d'arc de mig punt. Presenta els dos vessants en gradació, amb una arquivolta en forma de cilindre llis, suportada per dues columnes coronades amb capitells decorats amb testes humanes. Conserva restes de la pintura que la revestia.
Tota l'edificació està bastida amb carreus de granit escairats regularment, excepte la part posterior del campanar i el torricó, bastits amb un parament de pedres sense desbastar.

## Història

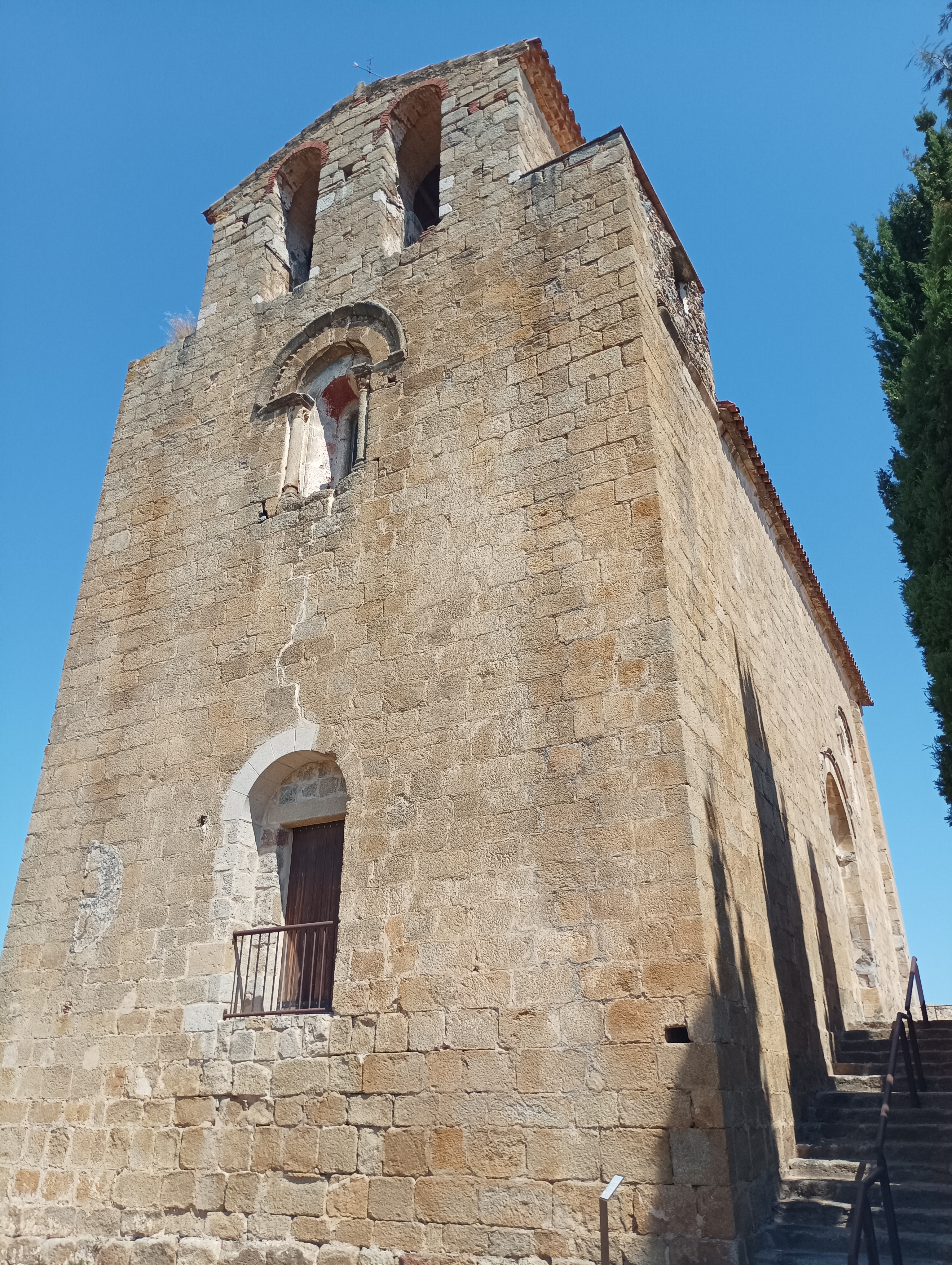
Façana de l'església

El diminut nucli de Pedret, format només per dues masies i la vella rectoria, està presidit per l'església romànica de Sant Esteve, construïda durant la segona meitat del segle xii. El terme de Petreto està documentat des de l'any 953 i l'església de Sant Esteve és esmentada en múltiples documents a partir del segle xi.

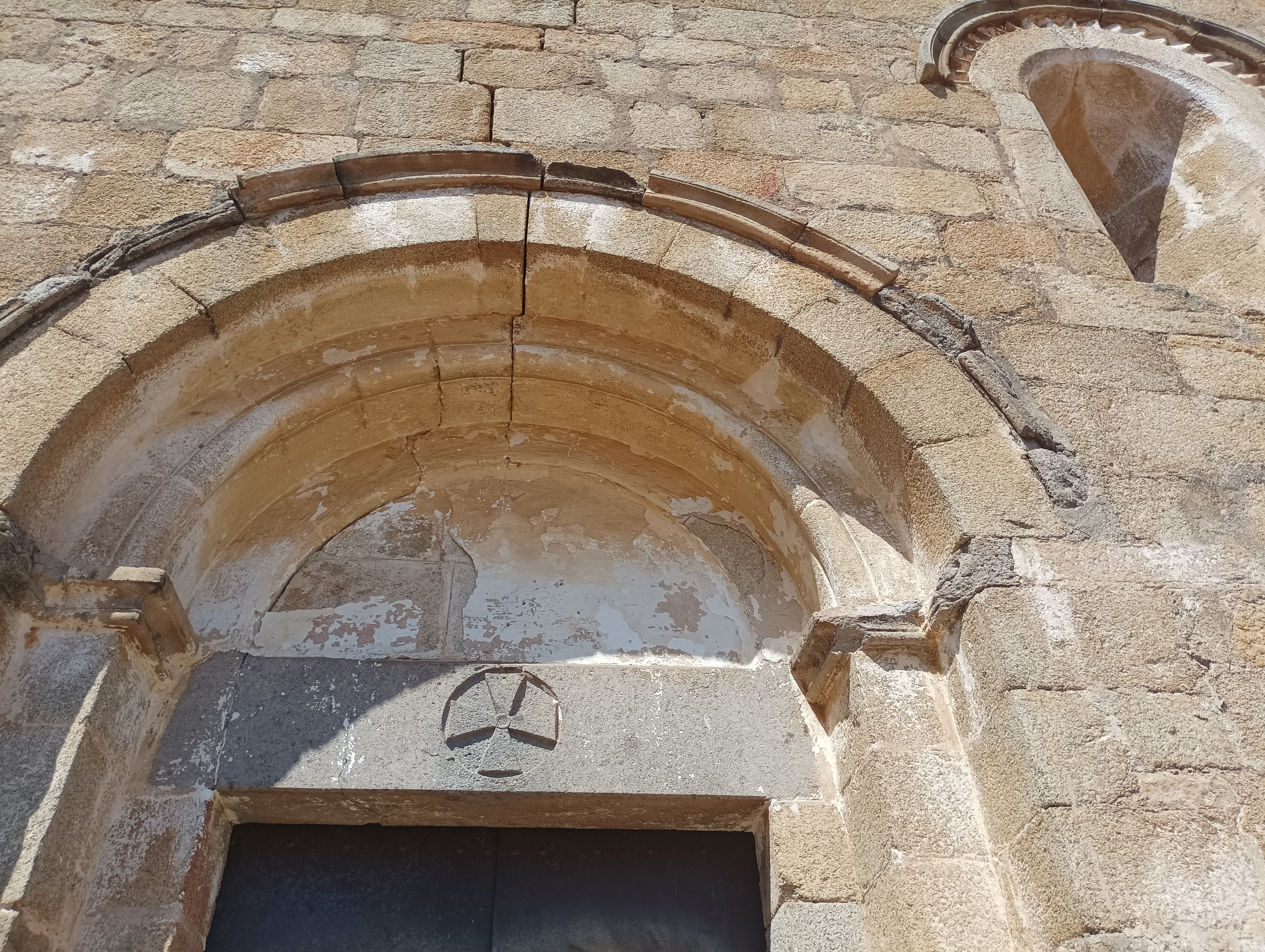
Volta de canó del portal de l'església

La parròquia de Sant Esteve de Pedret és esmentada des del 1060, en un document de donació de la viuda comtessa Guisla d'Empúries a la Seu de Girona. Quatre anys més tard, el 1064, apareix esmentada novament en l'acta de consagració de l'església de Sant Joan Sescloses. El 1127 el cavaller Ramon Ademar de Rabós la vengué als sacerdots de Sant Esteve per 70 sous melgoresos. El temple que s'ha conservat fins a l'actualitat és d'època romànica, probablement dels segles XII-XIII. La sagristia, actualment molt malmesa, va ser construïda durant el segle xviii.
Tot i mantenir la denominació parroquial, depèn de la nova església de Marzà, i aquesta és una de les raons del perquè del seu estat d'abandonament.

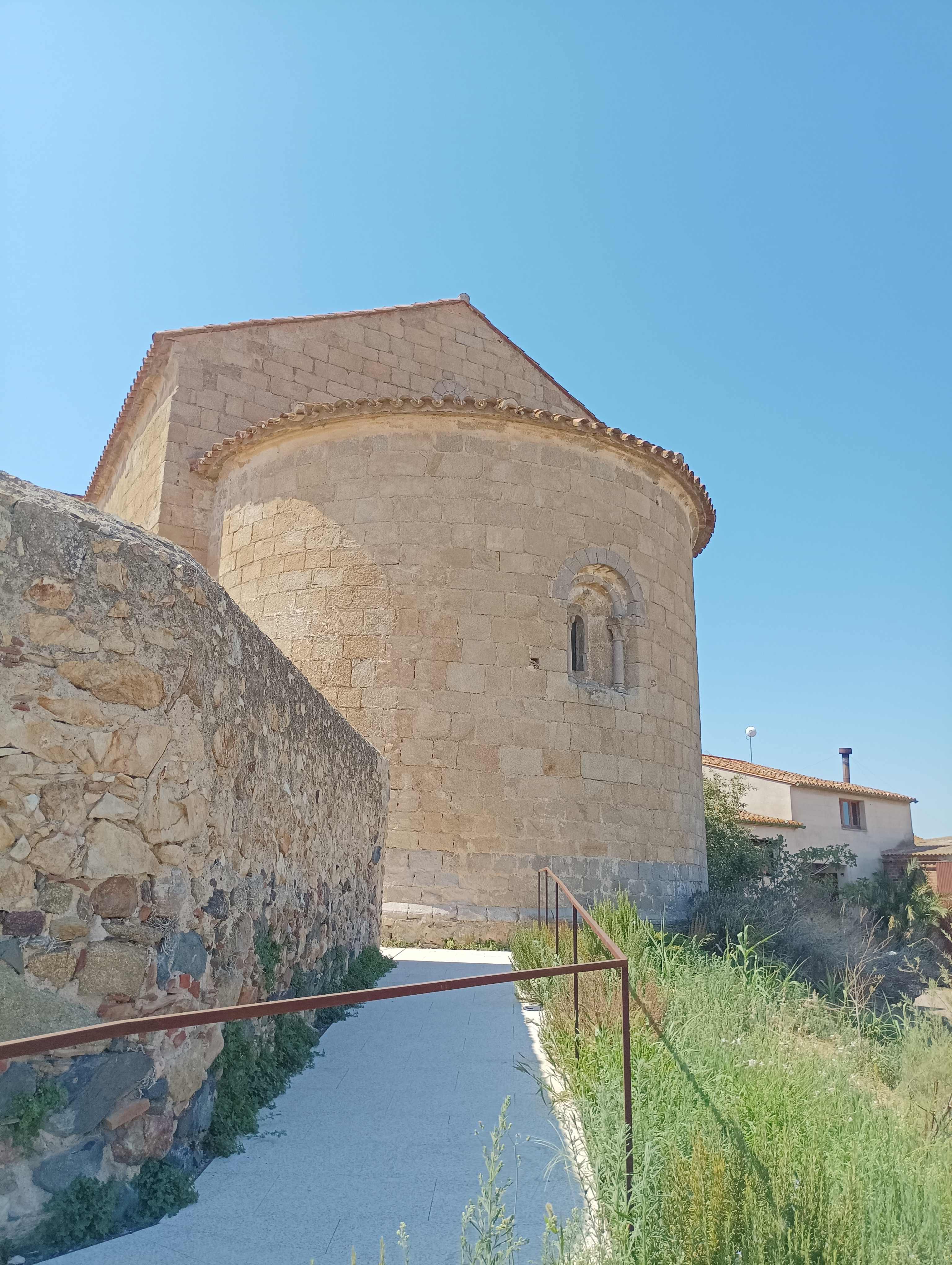
Absis de l'església